# Уосо (Флорида)
Уо́со (англ. Wausau) — небольшой город (таун), расположенный в округе Вашингтон (штат Флорида, США) с населением в 398 человек по статистическим данным переписи 2000 года.

## География
По данным Бюро переписи населения США, Уосо имеет общую площадь в 2,85 квадратных километров, водных ресурсов в черте населённого пункта не имеется.
Уосо расположен на высоте 29 м над уровнем моря.

## Демография

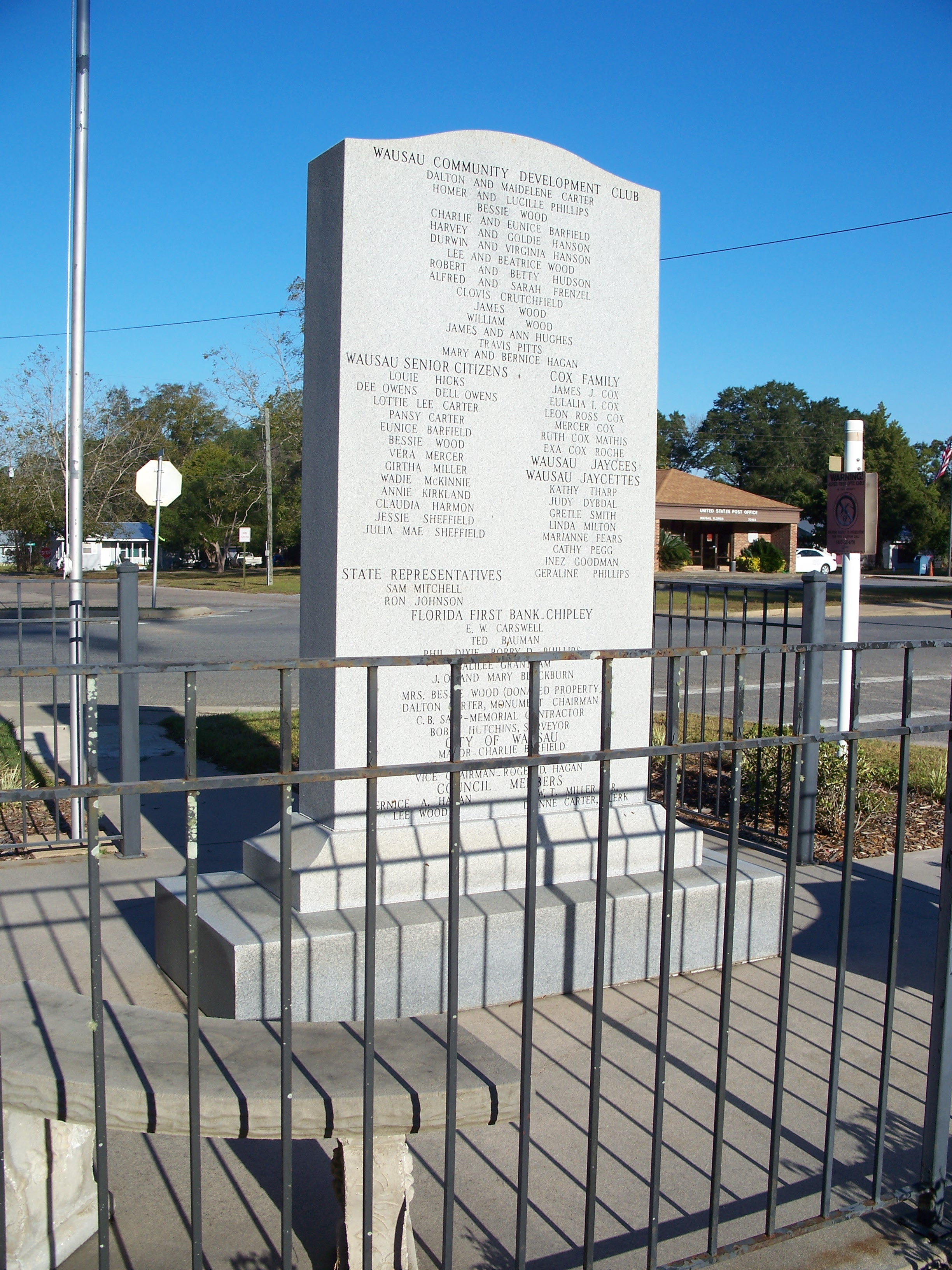
Памятник в Уосо

По данным переписи населения 2000 года в Уосо проживало 398 человек, 106 семей, насчитывалось 163 домашних хозяйств и 177 жилых домов. Средняя плотность населения составляла около 139,65 человек на один квадратный километр. Расовый состав населённого пункта распределился следующим образом: 94,47 % белых, 0,50 % — чёрных или афроамериканцев, 0,75 % — коренных американцев, 0,25 % — азиатов, 3,52 % — представителей смешанных рас, 0,50 % — других народностей. Испаноговорящие составили 2,51 % от всех жителей
Из 163 домашних хозяйств в 27,6 % воспитывали детей в возрасте до 18 лет, 47,9 % представляли собой совместно проживающие супружеские пары, в 12,9 % семей женщины проживали без мужей, 34,4 % не имели семей. 30,1 % от общего числа семей на момент переписи жили самостоятельно, при этом 15,3 % составили одинокие пожилые люди в возрасте 65 лет и старше. Средний размер домашнего хозяйства составил 2,44 человек, а средний размер семьи — 3,04 человек.
Население города по возрастному диапазону по данным переписи 2000 года распределилось следующим образом: 26,9 % — жители младше 18 лет, 8,3 % — между 18 и 24 годами, 24,1 % — от 25 до 44 лет, 24,1 % — от 45 до 64 лет и 16,6 % — в возрасте 65 лет и старше. Средний возраст жителей составил 37 лет. На каждые 100 женщин в Уосо приходилось 94,1 мужчин, при этом на каждые сто женщин 18 лет и старше приходилось 89,0 мужчин также старше 18 лет.
Средний доход на одно домашнее хозяйство составил 21 000 долларов США, а средний доход на одну семью — 23 000 долларов. При этом мужчины имели средний доход в 20 481 доллар США в год против 21 563 доллара среднегодового дохода у женщин. Доход на душу населения составил 21 000 долларов в год. 25,0 % от всего числа семей в населённом пункте и 29,2 % от всей численности населения находилось на момент переписи населения за чертой бедности, при этом 35,2 % из них были моложе 18 лет и 19,7 % — в возрасте 65 лет и старше.